# Gilbert de Longueil

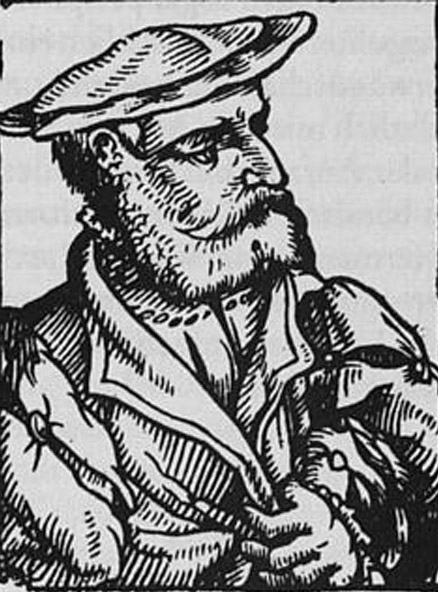
Gilbert de Longueil, 1565

Gilbert de Longueil, auch Gisbert (Gybertus) Longolius (* 1507 in Utrecht als Gijsbert van Langerack; † 30. oder 31. Mai 1543 in Köln) war ein niederrheinischer Humanist. Seine Tätigkeit als Leibarzt des Kölner Erzbischofs Hermann von Wied ist nicht eindeutig belegt. Er war von 1539 bis 1542 der (vermutlich dritte) Inhaber der städtischen Professur für Griechisch an der alten Universität Köln.
Gilbert de Longueil besaß eine Bibliothek von mindestens 148 Titeln, die er mit zahlreichen handschriftlichen Glossen versah.
Geboren als Spross eines in Utrecht ansässigen illegitimen Zweiges der Herren van Langeraeck aus dem Hause Goye, studierte er von 1524 bis 1527 an der Kölner Universität und erwarb hier das artistische Bakkalaureat und die Magisterwürde. Nur dürftig belegt ist eine anschließende Unterrichtstätigkeit zusammen mit Johannes Caesarius von Jülich, in dem wir vielleicht seinen Griechischlehrer sehen können.
In den Jahren 1534 und 1535 reiste er nach Italien. Sicher belegt sind Aufenthalte in Bologna und Ferrara; als möglicherweise erste Station kommt Padua in Betracht. Sein Studiengenosse in Bologna und Ferrara war der später zum Protestantismus übergetretene Schweinfurter Gräzist und Arzt Johannes Sinapius (Senff), mit dem er am 23. Juni 1535 in Ferrara die medizinische Doktorwürde erhielt. Auf der bald danach erfolgten Rückreise überbrachte er Erasmus von Rotterdam in Basel Briefe aus Ferrara. In Italien scheint er den Humanistennamen "Longolius" – wohl in Anlehnung an den nicht mit ihm verwandten Christophe de Longueil (Longolius) – angenommen zu haben.
Noch 1535 wurde er vom Rat der Stadt Deventer als Stadtarzt angenommen und übernahm bald danach auch die Leitung der berühmten "Schola Daventriensis". In Deventer setzte er seine Tätigkeit als Herausgeber und Scholiast klassischer Autoren für den Schulgebrauch fort und verfasste auch eine in Straßburg überlieferte Schulordnung für das Gymnasium in Deventer.
Über den Kanoniker am Straßburger Thomas-Stift kam vermutlich auch der Kontakt zu den Wittenberger bzw. Leipziger Reformatoren und Humanisten Philipp Melanchthon und Joachim Camerarius I. zustande.
Im Oktober 1538 beschloss der Kölner Stadtrat, Longolius auf Bitten der Studentenschaft hin die (vakante?) Griechisch-Professur anzubieten. In Köln wirkte er außer als Herausgeber auch als Arzt und Naturforscher. So berichtet der Botaniker Carolus Figulus 1540, dass Longolius an einem Pflanzenbuch arbeite. Aus seinem Nachlass edierte William Turner 1544 den Fragment gebliebenen "Dialogus de avibus", der bis heute als wichtige Quelle zur Zoologie der Hühnervögel benutzt wird. Eine deutsche Übersetzung ist seit April 2016 bei der Universitäts- und Stadtbibliothek Köln nachzulesen.
1542 verließ Longolius Köln und ging mit Johannes Bronckhorst van Nijmegen (Noviomagus) und Johannes Strubbe nach Rostock, wo er eine 1544 posthum publizierte Reform der Universität vorbereitete. Vermutlich von Melanchthon im April 1543 als Bildungsreformer wieder nach Köln gerufen – offiziell kehrte er dorthin zurück, um seine zurückgelassene Bibliothek nach Rostock zu holen – starb Longolius überraschend Ende Mai 1543. Wegen der bezeugten Teilnahme an einer Eucharistiefeier "sub utraque" galt er als Protestant, weswegen dem Kölner Sekundarklerus und der Universität seine Beisetzung in Köln widerstrebte. Longolius wurde in Bonn von Bucer und Melanchthon beerdigt.
Die Bibliothek wurde bald nach seinem Tod durch seine Witwe an Johannes Cincinnius verkauft, der sie mit seiner eigenen Büchersammlung vereinigte. 1555, als auch Cincinnius verstorben war, ging dessen gesamter Buchbestand in den Besitz des Klosters Werden über, wo er bis zur Säkularisation verblieb. Anschließend wurde der größte Teil der Klosterbibliothek von einer Vorgängereinrichtung der Universitäts- und Landesbibliothek Düsseldorf übernommen, in der sie bis heute verwahrt wird.

## Schriften (Auswahl)
- Dialogus de avibus, et earum nominibus Graecis, Latinis, et Germanicis. Köln 1544 (Digitalisat) – herausgegeben von William Turner.